# Viterbski sporazum
Viterbski sporazum ali Viterbska pogodba sta bila sporazuma Karla I. Sicilskega z izgnanim cesarjem Latinskega cesarstva Balduinom II. in ahajskim knezom Viljemom II., sklenjena 24. in 27. maja 1267, s katerima se je večina pravic do propadlega Latinskega cesarstva prenesla na Karla I.

## Ozadje
Grška osvojitev Konstatinopla in propad Latinskega cesarstva leta 1261 sta prisilila osiromašenega latinskega cesarja Balduina II. na beg na Zahod in iskanje pomoči za križarski pohod, da bi zanj ponovno osvojil prestol Latinskega cesarstva. Nekaj časa je pričakoval pomoč Manfreda Sicilskega, ki je tako kot njegov oče, cesar Friderik II., upal, da bo križarski pohod izboljšal njegove odnose s papeštvom. Manfreda je leta 1266 premagal in odstavil Karel I. in preprečil Balduinove načrte.  Ko je papež Klemen IV. leta 1267 sprožil pogajanja med Karlom I. in Balduinom, je slednji bival na papeževem dvoru v Viterbu. Viljem II. Villehardouin je kot največji vazal ostankov Balduinovega imperija iskal zaveznika,  ki bi mu pomagal braniti Ahajsko kneževino pred epirskim despotom, ki je po zmagi v bitki pri Pelagoniji leta 1259 močno okrepil svoj položaj. Na pogajanja v Viterbo je poslal svojega zastopnika Leonarda Verulijskega.

## Določbe
Vojna za evbejsko nasledstvo med Viljemom II. in langobardskimi vladarji Evbeje, ki jih je podpirala Beneška republika, in Viljemov poraz v bitki pri Pelagoniji  sta poponoma izčrpala vire njegove kneževine. Da bi dobil Karlovo pomoč, mu je bil pripravljen odstopiti Ahajsko kneževino v zameno za pravico do vladanja v njej. Predlagana poroka Viljemove hčerke Izabele sinom bizantinskega cesarja Andronikom je bila odpovedana. Izabela naj bi se namesto z njim poročila s Karlovim sinom Filipom. Če zakonski par ne bi imel otrok, bi Karel lahko razdedinil Izabelo. Viljem je nejevoljno pristal na ponujene pogoje. Sporazum je bil podpisan 24. maja 1267.
Karel je izkoristil tudi Balduinove politične in finančne težave. Na Karla bi moral prenesti Krf in nekaj mest v Albaniji, ki so bila nekoč dota Helene Epirske, in suverenost nad Ahajsko kneževino in egejskimi otoki, razen Lesbosa, Hiosa, Samosa in Kosa, ki so bili v Balduinovi domeni. Sporazum je bil podpisan 24. maja 1267.
Karel bi moral v zameno v enem letu zbrati in vzdrževati vojsko dva tisoč vitezov, ki naj bi osvojili Konstantinopel. Dobil bi tretjino vseh ozemelj, ki bi jih za cesarja osvojila njegova vojska, razen Konstantinopla. Sklenjena je bila tudi poročna pogodba, po kateri bi se Balduinov sin in naslednik Filip Courtenayski poročil s Karlovo drugo hčerko Beatriko Sicilsko. Če bi Filip umrl brez naslednika, bi njegovo cesarstvo prišlo pod Karlovo oblast. Sporazum je bil podpisan 27. maja 1267.

## Posledice
Sporazum je bil za Balduina zelo neugoden. Prisilil ga je, da je pravice do Ahaje, h kateri ja spadala tudi Atenska vojvodina, in je bila najbogatejši del njegovega cesarstva, prenesel na frankovskega kralja. Izguba Ahaje je bila hkrati njegova najboljša možnost, da dobi Konstantinopel. Če bi križarski pohod potekal po načrtih, bi kljub temu pridobil več ozemlja kot poveljnik anžujske armade. Začetek križarskega pohoda proti Mihaelu VIII. Paleologu se je zaradi njegovih pogajanj s papežem o ponovni združitvi katoliške in pravoslavne cerkve  in Balduinove smrti kmalu po Filipovi in Beatrikini poroki leta 1273 zavlekel do 1280. let.  
Na Veliko noč 1282 se je s Sicilskimi večernicami začel uspešen upor proti francoski oblasti na Siciliji. Uporniki so v messinskem pristanišču požgali celotno invazijsko ladjevje. Sledila je vojna, v kateri je Karel I. izgubil Sicilijo in ogromno energije, Konstantinopel pa je bil dolgo časa na varnem. 
Največji dosežek sporazuma je bil premik Ahaje v anžujsko politično sfero. Anžujci so igrali pomembno politično vlogo v frankovski Grčiji do leta 1387. Na njihovo žalost politične  poročne pogodbe s klavzulami o nadomestnih dedičih niso dala želenih rezultatov. Po smrti sina Filipa Sicilskega leta 1271 je Karel I. na ta način sicer dobil Ahajo, vendar so vdova Izabela, njena sestra in njuni dediči do leta 1383 izpodbijali anžujske lastninske pravice.   

## Sklic
1. ↑  Kenneth Meyer Setton. The Papacy and the Levant, 1204-1571: The thirteenth and fourteenth centuries. str. 104.

## Vira
- Riley-Smith, Jonathan (2005) [1987]. The Crusades: A History (2. izdaja). New Haven, Connecticut: Yale University Press. str. 222–223. ISBN 0-8264-7270-2.
- Runciman, Steven (1958). The Sicilian Vespers. Cambridge University Press. ISBN 0-521-43774-1.